# 24 aC

## Esdeveniments
- August funda la ciutat de Nicòpolis d'Egipte.
- Es funda la colònia romana de Cesaraugusta (actual Saragossa).
- Comença l'era Yangshuo (陽朔 py. yáng shùo), durant el regnat de l'Emperador Cheng de la Xina, Dinastia Han.

## Necrològiques
- Estrabó, geògraf